# Нетесанов, Алексей Петрович
Алексей Петрович Нетесанов (род. 25 сентября 1972 года, Пенза) — российский бодибилдер, победитель конкурса «Мистер Вселенная» 2006 года по версии NABBA среди любителей в категории Tall и победитель конкурса «Мистер Вселенная» 2009 года по версии NABBA среди профессионалов.

## Карьера культуриста
Учился в техникуме. Имеет два высших образования по специальностям «автоматика и измерительная техника» и «медицинское оборудование». Бодибилдингом занимается с 1990 года: по его словам, на его решение повлияла увиденная им фотография Робби Робинсона, победителя конкурса «Мистер Вселенная» 1981 года.
Первый тренер — Анатолий Викторович Назаров. На своём первом турнире в Пензе Алексей занял 3-е место, в 1996 году выиграл чемпионат Пензенской области, в 2001 году занял 3-е место на чемпионате России, в 2002 году стал вторым, уступив культуристу из Екатеринбурга. На чемпионате Европы по версии WABBA в 2002 году занял 3-е место в категории Tall (участники ростом от 179 см) при том, что обошедший его екатеринбуржец не попал в шестёрку лучших в своей категории. В 2003 году выиграл чемпионат России и Кубок России, а в том же году на чемпионате мира по версии WABBA занял 2-е место в категории Tall
В 2004 году Алексей стал чемпионом Европы в той же категории Tall. Через год занял 4-е место на чемпионате Европы среди профессионалов и 6-е место на чемпионате мира WABBA в категории профессионалов, а также дебютировал на конкурсе «Мистер Вселенная», заняв в любительской категории Tall 3-е место. Через год в этой же категории он одержал победу и получил право соревноваться среди профессионалов, рассчитывая выиграть конкурс вопреки необъективному судейству на подобных соревнованиях.
Три года подряд Алексей выступал среди профессионалов NABBA на этом же конкурсе, занимая в 2007 году 4-е место, а в 2008 году — 10-е. В 2009 году он всё же выиграл конкурс среди профессионалов с третьей попытки. На турнире он был самым «большим» по мышечной массе и самым «сухим» (ограничивал количество выпитой жидкости для улучшения рельефа мышц). По традиции, на конкурсах комментатор обычно озвучивал места в обратном порядке, однако в 2009 году порядок был изменён, и победителя назвали первым по счёту. Алексей даже не сразу понял, что победил. После победы в конкурсе он завершил профессиональную карьеру. По собственным словам, за всю свою карьеру он не пропустил ни одной тренировки.

## После карьеры
В 2008 году Нетесанову предлагали возглавить федерацию NABBA в России, однако он согласился только через год, когда уже завершил спортивную карьеру. Является владельцем тренажёрного зала на Западной Поляне в Пензе, занимается тренерской деятельностью. Входил в жюри пензенского КВН. На правах президента федерации посещает соревнования по культуризму в Пензе; в своё время отказался от переезда в Москву.
Супруга Мария, сын Максим.

## Антропометрические данные
- Рост: 178 см[1]
- Соревновательный вес: 122 кг[1]
- Вес в межсезонье: 130 кг[1]
- Бицепс: 56 см[1]
- Талия: 90 см[1]
- Грудная клетка: 90 см[1]
- Бедро: 80 см[1]

## Скандалы
- В ноябре 2016 года против Нетесанова было возбуждено уголовное дело по факту незаконного оборота сильнодействующих веществ «Strombafort» и «Testenol»: его обвиняли в том, что в декабре 2015 года он выкупил не менее 20 блистеров «Strombafort» с 20 таблетками квадратной формы в каждом и не менее 21 флакона «Testenol», которые хранил у себя дома. В ноябре следующего года он решил продать гражданину Бразилии все эти вещества в долг за 1 тысячу долларов, однако в момент передачи товара был арестован. В декабре 2017 года суд приговорил его к трём годам лишения свободы условно в связи с тем, что у него был маленький ребёнок и что преступление не повлекло тяжких последствий[9][10].
- В 2019 году Нетесанов подал иск в суд Ленинского района, потребовав с бизнесмена Бшара Асланяна сумму в размере 1 млн. 280 тыс. рублей, которую предоставил ему в долг, и дополнительные проценты (суммарно 1 млн. 335 тысяч рублей). Асланян выдвинул встречный иск, потребовав признать договор займа незаключённым по безденежности и признать себя несостоятельным. Против Асланяна это был не первый иск[11].